# Nighthawk (EP)
Nighthawk ist eine EP der deutschen Post-Rock-/Post-Metal-Band Long Distance Calling. Sie erschien am 26. Juni 2014 über das bandeigene Label Avoid the Light Records.

## Entstehung
Während die Band an ihrem fünften Studioalbum arbeitete, hatten die Musiker die Idee, eine live aufgenommene, rein instrumentale Jam-EP zu veröffentlichen. Die Musik sollte spontan entstehen, ohne dass sie arrangiert oder vorbereitet wird. Mit der EP wollen die Musiker zu ihren musikalischen Wurzeln zurückkehren. Zur Finanzierung des Projekts startete die Band eine Crowdfunding-Kampagne über die Internetplattform Pledge Music. Bis zum 25. Februar 2014 musste die vorgegebene Zielsumme von etwa 13.000 Euro erreicht werden, damit die EP erscheinen kann. Die Zielsumme wurde jedoch schon innerhalb von weniger als zwei Wochen erreicht und wurde sogar um 31 Prozent übertroffen. Mit dem eingenommenen Geld wurde das Studio, das Artwork, die Pressung der Tonträger und das Porto bezahlt.
Die Aufnahmen fanden in der Zeit vom 28. Februar bis 2. März 2014 im Tonstudio Go Recording/Jovel Music in Münster statt. Sänger Martin Fischer war auf der EP für Keyboard, Synthesizer und elektronische Klänge zuständig. Laut Bassist Jan Hoffmann jammte die Band und was nach einem Song klang, wurde dann sofort live aufgenommen. Produziert wurde Nighthawk von der Band und Florian Steppke. Steppke steuerte auch weitere elektronische Klänge und Keyboards bei. Gemischt wurde die EP von Benjamin Schäfer, während Lee Fletcher das Mastering übernahm. Den Versand der fertigen EP an die Spender übernahm die Band daraufhin selbst. Das kommende Studioalbum soll laut Jan Hoffmann aber wieder auf regulärem Weg über ein Plattenlabel erscheinen.

## Veröffentlichung
Die EP wurde als Download veröffentlicht. Darüber hinaus gibt es die EP als eine auf tausend Stück limitierte Digipack-CD sowie als eine auf fünfhundert Stück limitierte LP. Das Coverartwork wurde von Sebastian Jerke entworfen. Ursprünglich sollte die EP im April oder Mai erscheinen, musste aber aufgrund von Engpässen in den Presswerken der LP-Hersteller auf Ende Juni verschoben werden. Am 23. Juli 2021 wurde die EP als Vinyl in vier Farben wiederveröffentlicht. Am 1. Oktober 2021 erschien die EP erstmals auch in digitaler Form.

## Titelliste
1. NH 0223 – 2:25
2. NH 1100 – 11:01
3. NH 0549 – 5:49
4. NH 0319 – 3:20
5. NH 0218 – 2:19
6. NH 0713 – 7:14
7. NH 0423 – 4:23

## Rezeption
Peter Kubaschk vom Onlinemagazin Powermetal.de lobte die Produktion der EP, die „hervorragend die Energie transportieren“ würde, die „Long Distance Calling auf der Bühne immer wieder sehenswert“ mache. Boris Kaiser vom deutschen Magazin Rock Hard bezeichnete Nighthawk als „gelungenes Experiment“, bei dem die Band „zu ihren großen Stärken zurückfindet“. Kaiser vergab acht von zehn Punkten.